# Sorø Kommune (1970–2006)
| Strukturdaten       | Strukturdaten |
| ------------------- | ------------- |
| Sitz der Verwaltung | Sorø          |
| Fläche              | 149,32 km²    |
| Einwohner           | 15.198 (2003) |
| Kommune seit 2007   | Sorø Kommune  |
| Website             | www.soroe.dk  |

Sorø Kommune war bis Dezember 2006 eine dänische Kommune im damaligen Vestsjællands Amt im Westen der dänischen Hauptinsel Seeland. Seit Januar 2007 ist sie zusammen mit den ehemaligen Kommunen Dianalund und Stenlille Teil der neuen Sorø Kommune.